# 스타리교

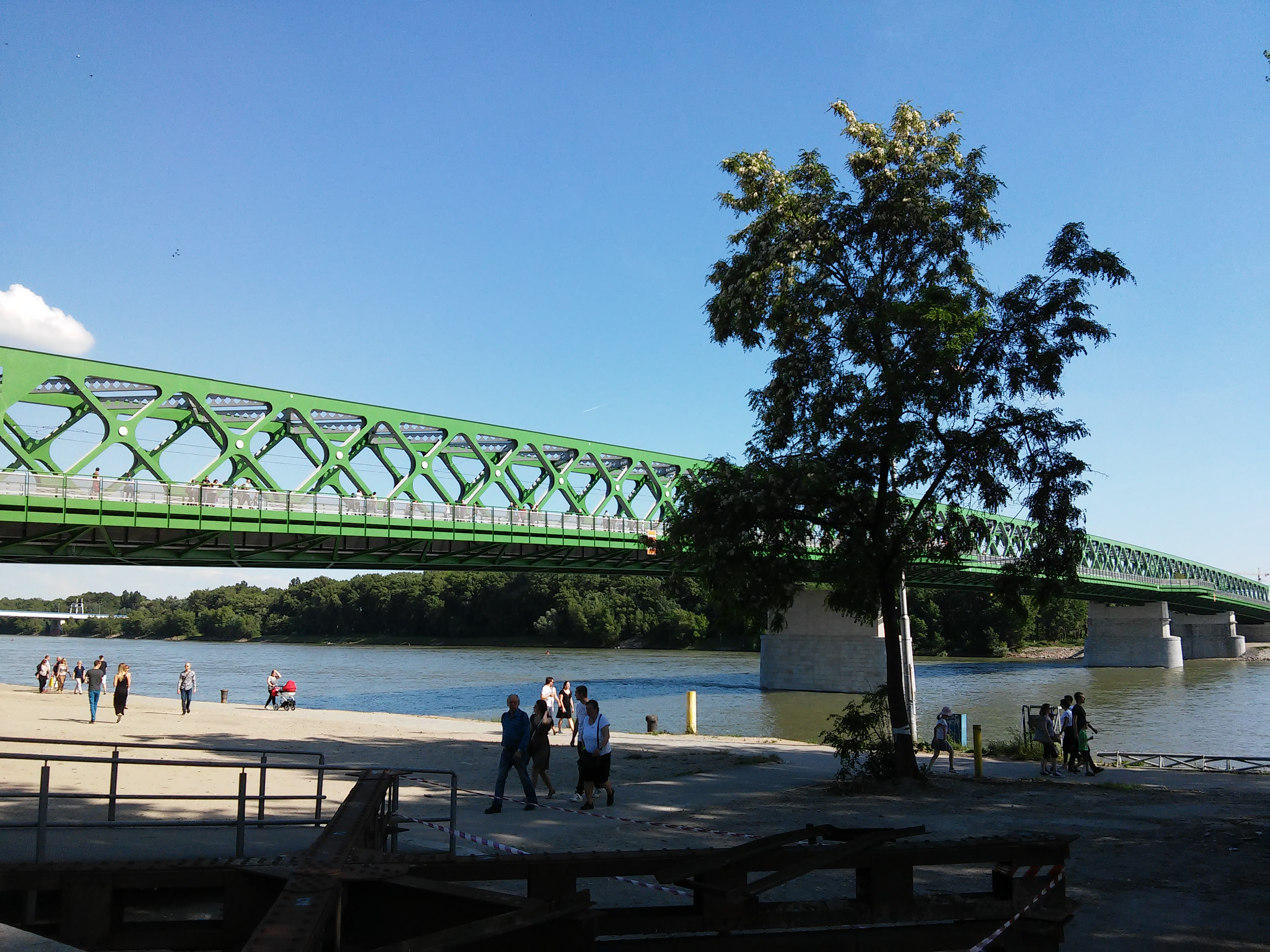
아폴로교

스타리교(슬로바키아어: Starý most)는 슬로바키아 브라티슬라바에 있는 교량으로, 다뉴브강 위에 있다.  460m 길이(1,510피트)의 이 다리는 재건축되기 전에 보행자를 위한 목조 통로, 2차선 도로, 철도 선로를 포함하고 있었으며, 역사적인 브라티슬라바 구시가지와 새로운 지역인 페트르잘카를 연결했다. 2009년에 자동차 통행이 금지되었고, 2010년 5월 14일에 버스 통행이 금지되었다. 2013년 12월 2일에 오래된 다리의 해체가 시작되면서 보행자와 자전거 교통도 금지되었다. 폐쇄 당시에는 브라티슬라바에서 가장 오래된 교량이었다.
2015년 12월부터 이 다리는 보행자, 자전거 타는 사람, 트램을 위한 새로운 다리로 교체되었으며, 이는 페트르잘카로 가는 새로운 트램 노선의 일부다.